# Очин-Плещеев, Иван Григорьевич
Иван Григорьевич Очин-Плещеев (ум. после 1552) — сын боярский и голова, затем воевода, старший из двух сыновей Григория Семёновича Плещеева-Очи. Младший брат — воевода Фёдор Григорьевич Очин-Плещеев.

## Служба
В августе 1533 года — пятый воевода в Туле, в конце сентября после роспуска «больших» воевод «с берега» оставлен там на зиму третьим воеводой.
В августе 1538 года — третий голова «на берегу», под Коломной, в большом полку под командованием боярина князя Ивана Фёдоровича Бельского.
В июне 1543 года — третий воевода в Калуге, в январе 1544 года — второй воевода в Елатьме.
В апреле 1549 года Иван Григорьевич Очин-Плещеев находился на воеводстве в Козельске, «а с ним сын его Захарья».
В 1552 году годовал в Смоленске «з Стретеньева дни» вторым воеводой.
Иван Григорьевич Очин-Плещеев оставил после себя четырех сыновей: Захария, Андрея, Ивана и Никиту.